# Raquitismo del adulto
El raquitismo del adulto, también denominado como osteomalacia, es una enfermedad que produce disminución de la densidad mineral ósea en el adulto, producto de una alteración de la mineralización de la matriz ósea, que conduce al cúmulo de osteoide no mineralizado y disminuye la resistencia del hueso.

## Características Generales
La osteomalacia es una enfermedad que se caracteriza por defectos en la mineralización del hueso, lo que conduce a que se presente hueso de mala calidad.
En la osteomalacia, la matriz ósea no se mineraliza adecuadamente, lo que conlleva a una reducción en la densidad mineral de los huesos. Debido a que la mineralización se ve afectada (pues se altera la formación de los cristales de apática que lo forman) el hueso formado será de mala calidad, lo que resulta en la pérdida de la fuerza del hueso y la tendencia a deformarse fácilmente bajo estrés. En los niños, este defecto se conoce como raquitismo y ocurre antes del cierre de la epífisis del hueso. En los adultos se utiliza el término de osteomalacia para describir este tipo de enfermedad.

## Etiopatogenia
Aunque existan variadas y diferentes etiologías que puedan ser responsables de la enfermedad, en la mayoría de los casos existe un metabolismo anómalo del calcio, la vitamina D o el fósforo.
De una manera práctica, los procesos desencadenantes de la osteomalacia y raquitismo se pueden dividir en tres grupos generales:
1. Los causados por alteraciones del metabolismo de la vitamina D (Osteomalacia Nutricional)
2. Déficit de fosfatos (hipofosfatemia) causado por: déficit de vitamina D, hiperparatiroidismo secundario, o por defectos tubulares renales primarios.
3. Defectos en la mineralización (alteraciones en la maquinaria enzimática, acumulación de inhibidores de la mineralización, matriz anormal).

## Manifestaciones Clínicas
En la osteomalacia los síntomas pueden ser inicialmente vagos y mal localizados, dificultando de esta manera su diagnóstico. La enfermedad puede ser asintomática y presentarse como osteopenia radiológica. El dolor óseo suele ser más notable a nivel de la columna lumbar, pelvis y en las extremidades inferiores, e incluso en puntos donde los pacientes ya han tenido lugar fracturas.
El hueso osteomalácico tiene menor resistencia y por tanto está predispuesto a las fracturas. Estas pueden aparecer espontáneamente o por traumatismos ligeros, afectando típicamente a las costillas, vértebras y huesos largos.
En estadios más avanzados, y en algunas ocasiones desde el principio, puede originar síntomas característicos como dolor óseo espontáneo y, al aplicar presión, deformidades óseas, debilidad en extremidades inferiores y marcha a modo de pato.
Las deformidades esqueléticas son raras en la osteomalacia (salvo en casos de osteomalacia severa de larga duración en la que aparecen alteraciones de la curvatura de la columna vertebral y deformidades del tórax o pelvis), a diferencia del raquitismo en la que sí existen deformidades esqueléticas. Además de esto, con frecuencia los pacientes presentan dolores osteomusculares, aun cuando no hay fracturas evidentes.
Son frecuentes los síntomas miopáticos, sobre todo la debilidad muscular proximal, que puede ser explicado por “la hipofosfatemia y quizás a la pérdida del efecto directo de los metabolitos de la vitamina D sobre las células musculares".

## Tratamiento
El tratamiento de la osteomalacia se enfoca en revertir la causa de la misma (cuando sea posible) y tratar el déficit vitamina D, calcio y fósforo. En los casos en los que se presente de déficit de vitamina D se debe administrar 15 mg de vitamina D durante 6 a 12 meses, cambiar la dieta y el déficit de exposición al sol. Las necesidades diarias de vitamina D están alrededor de 400-800 U/día.
Se considera que una persona está curada de la osteomalacia cuando se consiguen la elevación de la excreción urinaria de calcio y de la densidad ósea.
Las osteomalacias causadas por hipofosfatemia se tratan con suplementos de fosfato y calcitriol.